# Thurow (Züssow)
Thurow ist ein Ortsteil der Gemeinde Züssow des Amtes Züssow im Landkreis Vorpommern-Greifswald in Mecklenburg-Vorpommern.

## Geographie
Der Ort liegt zwei Kilometer südwestlich von Züssow. Die Nachbarorte sind Kessin im Norden, Krebsow, Ausbau und Züssow im Nordosten, Nepzin im Osten, Oldenburg im Südosten, Ranzin im Süden, Gribow im Südwesten, Dambeck im Westen sowie Radlow im Nordwesten.

## Geschichte
Wilhelm Petzsch berichtete 1931 über den Fund von Urnen aus Privatgrabungen von 1899 bei Thurow. Diese wurden in die vorrömische Eisenzeit (600 v. u. Z. bis 0) datiert. Es wurden mehrere Urnen geborgen, die als datierende Beigaben Fibeln und andere Metallgegenstände hatten, diese sind aber der heutigen Gemarkung von Radlow zugeordnet.
Thurow wurde erstmals 1431 als „Turow“ urkundlich erwähnt. Thurow hat die interessanteste Namensauslegung: „Auerochsen-Wald“. Es ist eine slawische Gründung. Thurow war ebenfalls im Besitz der Greifswalder Universität seit 1634. Vorher lag der Ort wegen Krieg und Pest wüst, d. h., er hatte keine Einwohner und das Land lag brach.
Thurow hatte 1865 114 Einwohner, 8 Wohn- und 14 Wirtschaftsgebäude. Das Gutsareal ist noch weitestgehend erhalten. 2009 hatte Thurow 71 Einwohner.